# Съезды мордовского народа
Съезды мордовского народа проходили в Саранске.

## 1-й Съезд мордовского народа
1-й Съезд мордовского народа состоялся 14—15 марта 1992 года. В его подготовке участвовали общества «Вайгель», «Масторава», Верховный Совет и Правительство МССР. Из 649 делегатов, избранных гражданами республики и диаспоры мордовской, на съезде присутствовали 628. Вместе с делегатами и приглашёнными из республик Коми, Татарстан, Удмуртской, Чувашской, Алтайского и Красноярского краёв, Нижегородской, Новосибирской, Оренбургской, Пензенской, Самарской, Саратовской, Ульяновской, Челябинской областей, Москвы, Санкт-Петербурга, Мурманска и других городов России, Казахстана, Таджикистана в открытии съезда участвовало более 1200 человек. С докладом «Проблемы возрождения эрзян и мокшан» выступил Д. Т. Надькин. Обсуждались вопросы создания новых национальных административных единиц в местах компактного проживания мокши и эрзи за пределами Мордовии, вступления в Организацию непредставленных народов (ОНН); были проведены выборы делегатов на Всероссийский съезд финно-угорских народов. Съезд принял декларацию, резолюцию, решение о принципах создания механизма гарантий права мордовского народа на национальное самоопределение в рамках конституционного устройства МССР, заявление в ОНН, обращение к Верховному Совету Мордовии, народам и Верховному Совету РФ и другие (всего 10 документов). Делегаты проголосовали за создание Совета съезда в количестве 81 чел. (избраны 78). На 1-й сессии Совета был избран исполком из 17 человек; утверждены сопредседатели — И. А. Ефимов (эрзя) и Г. И. Пинясов (мокша).

## 2-й Съезд мордовского народа
2-й Съезд мордовского народа состоялся 23—24 марта 1995 года. В его работе принял участие 271 делегат из 290 избранных: 96 представляли Саранск, 119 — районы Мордовии, 56 — мордовскую диаспору. С отчётным докладом выступил М. В. Мосин. Обсуждались вопросы о статусе и регламенте съезда, о проекте государственной программы возрождения и развития культуры мордовского (мокшанского и эрзянского) народа. Съезд констатировал положительные факты в решении культурно-просветительных проблем: открытие в Мордовском государственном университете финно-угорского отделения на филологическом факультете и актёрского на факультете национальной культуры, отделений по подготовке учителей для национальных школ в Бугурусланском и Самарском педагогических училищах, увеличение школ в Мордовии и диаспоре с изучением родного языка и литературы, активизацию научно-культурных связей с финно-угорскими народами России и зарубежья и так далее. Вместе с тем съезд отметил недостаточно активную работу по созданию национально-культурных центров в местах компактного проживания мордвы за пределами Мордовии, изданию учебно-методической, художественной и другой национальной литературы, решению вопросов восстановления мордовской топонимики и тому подобных проблем. В основу резолюции съезд рекомендовал Государственному Собранию Республики Мордовия принять закон о языках с закреплением за мордовским и русским языками статуса государственных. Отмечено также, что решения должны учитываться органами законодательной и исполнительной власти Республики Мордовия при определении критериев и принципов решения общих для мокшан и эрзян проблем. По вопросу о единстве мордовского народа съезд заявил о несогласии с попытками нарушить историческую уникальность эрзи и мокши в составе мордовского этноса и изменить национально-государственное устройство республики. Была принята резолюция «Об отношении к событиям в Чечне».

## 3-й Съезд мордовского народа
3-й Съезд мордовского народа состоялся 7—10 октября 1999 года. В его работе участвовали 234 делегата из 265 (1 делегат от 5000 человек мордовского населения): 227 из них — мордва (в том числе 76 мокшан и 151 эрзянин), 6 русских и 1 татарин; 146 мужчин и 88 женщин; 169 человек моложе 50 лет. Съезд начался с выступления Главы Республики Мордовия Н. И. Меркушкина. Отчётный доклад сделал М. В. Мосин. Впервые была предусмотрена работа по секциям: подготовлены и обсуждены, а на пленарном заседании приняты 10 резолюций по проблемам жизни мордовского народа и всего населения Мордовии. В резолюции о статусе съезда подчёркивалось, что он является высшим представительным собранием граждан мордовского этноса, проживающих на территории Республики Мордовия и в других субъектах РФ. Изложено обращение к Государственному Собранию Республики Мордовия о придании съезду статуса «субъекта законодательной инициативы». В резолюции «О политико-правовом положении мокшанского и эрзянского населения в Российской Федерации» отмечены более быстрые по сравнению с диаспорой темпы сокращения коренного населения Мордовии в 1970—1980-х годах. Съезд высказался за единство мордовского народа, наметив основные направления реализации программы по возрождению этноса. Был избран Совет Межрегионального общественного движения мордовского (мокшанского и эрзянского) народа во главе с М. В. Мосиным.

## 4-й Съезд мордовского народа
4-й Съезд мордовского народа проходил в Саранске 24 ноября 2004 года. Общее число участников съезда составило более 500 человек.

## 5-й Съезд мордовского народа
5-й Съезд мордовского народа проходил в Саранске в октябре 2009 года. В работе съезда приняли участие 310 делегатов и свыше ста почётных гостей из 23 регионов России.

## 6-й Съезд мордовского народа
6-й Съезд мордовского народа остоялся 22—24 октября 2014 года в Саранске. В нём приняли участие 344 делегата, 73 наблюдателя из 31 субъекта Российской Федерации.

## 7-й Съезд мордовского народа
Прошел 24—25 октября 2019 года.